# Poggio Rondino
Il Poggio Rondino, 1630 m, è una vetta erbosa posta sulla dorsale nord del monte Antola che separa la val Borbera (provincia di Alessandria) dalla val val Boreca (provincia di Piacenza).

## Via del sale
Sul poggio Rondino transitava la via del sale lombarda, che partendo da Pavia risaliva la valle Staffora, saliva al monte Bogleglio e percorreva tutto il crinale tra val Boreca e val Borbera, dopo il monte Antola, scendeva a Torriglia e quindi raggiungeva Genova.

## Npte
1. ↑    Flora del Poggio Rondino, su areeprotetteappenninopiemontese.it, Ente di gestione delle Aree protette Appennino piemontese. URL consultato il 25 febbraio 2020.
2. ↑    La “Via del sale”, su boglivalboreca.it, Consorzio di Miglioramento Fondiario e Forestale di Bogli e Alta Val Boreca. URL consultato il 25 febbraio 2020.